# Битка на језеру Хасан
Битка код језера Хасан, такође позната и као Хасанска битка (рус. Хасанские бои), односно као Чангкунфеншки инцидент (кинески и јапански: 張鼓峰事件; кинески Пинјин: Zhānggǔfēng Shìjiàn; јапански Ромаји: Chōkohō Jiken) био је краткотрајни оружани сукоб који се у лето 1938. године на североистоку Азије водио између Совјетског Савеза на једној, те Јапана на другој страни. Узрок му је било различито тумачење одредби Пекиншке конвенције из 1860. о разграничењу тадашње царске Русије и царске Кине на подручју реке Амур, а чије су границе су наследили СССР, односно Јапан након инвазије Манџурије и успоставе про-јапанске државе Манџукуо 1931. године.
Потицај за избијање сукоба је био спектакуларни бег Генриха Љушкова, шефа совјетске тајне службе НКВД за Далеки исток, на јапанску страну, а који је Јапанцима одао низ драгоцених обавештајних података те створио утисак да је Црвена армија у потпуном расулу изазваном Великом чистком. Непосредни повод је, пак, било совјетско заузимање два спорна брда - Безимјанаја и Зазорнаја - на Чангкунфеншким висовима западно од језера Хасан, на тромеђи Манџурије, Кореје и руског далеког Истока, које се збило 6. јула.
Након што је Јапан 15. јула формално уложио протест преко свог амбасадора у Москви, јапанске трупе су 29. јула отпочеле операцију са циљем избацивања совјетских снага са спорне територије. Први напад је одбијен, али су 31. јула совјетске снаге присиљене на повлачење, након изненадног ноћног напада који је осмислио пуковник Котоку Сато. Након тога су мобилизоване снаге совјетског Далекоисточног фронта под маршалом Василијем Бљухером које су 2. августа кренуле у контранапад. Након седам дана жестоких борби, јапанске трупе, које су претрпиле велике губитке, повукле су се са спорних брда. 10. августа је јапанска страна преко посредника понудила примирје, што је на крају прихваћено. Тако је сукоб завршио совјетском победом. Упркос томе, Стаљин је искористио совјетске губитке у сукобу да Бљухера оптужи за неспособност, односно за издају, што је довело до његове смене и погубљења. Јапанци су следеће године покушали да помакну границу на другој страни Манџурије, са Монголијом, што је довело до далеко спектакуларнијег Номонханског инцидента.
Иако релативно миноран по свом значењу и далекосежним последицама, Хасански конфликт је оставио снажан траг у совјетској, а касније и руској популарној култури. Три тенкиста, песма коју су браћа Покрас следеће године написала за популарни мјузикл Трактористи, а чији текст описује те догађаје, касније је постала једна од незваничних "химни" Црвене армије, а касније и руских оружаних снага.